# Phaedusinae
Phaedusinae zijn een onderfamilie van Gastropoda (slakken) uit de familie van de Clausiliidae.

## Taxonomie
De volgende taxa zijn bij de onderfamilie ingedeeld:
- Geslacht Euxinophaedusa Likharev, 1962 †
- Tribus Disjunctariini H. Nordsieck, 2014 †
  - Geslacht Disjunctaria  O. Boettger, 1877 †
- Tribus Nordsieckiini H. Nordsieck, 2007 †
  - Geslacht Nordsieckia  Truc, 1972 †
  - Geslacht Serruluna  H. Nordsieck, 1981 †
- Tribus Phaedusini A.J. Wagner, 1922
  - Geslacht Acanthophaedusa  H. Nordsieck, 2007
  - Geslacht Atractophaedusa  Ehrmann, 1927
  - Geslacht Bacillophaedusa  Grego & Szekeres, 2011
  - Geslacht Bathyptychia  Lindholm, 1925
  - Geslacht Castanophaedusa  Páll-Gergely & Szekeres, 2017
  - Geslacht Celsiphaedusa  H. Nordsieck, 2001
  - Geslacht Changphaedusa  Motochin & Ueshima, 2017
  - Geslacht Cylindrophaedusa  O. Boettger, 1877
  - Geslacht Dautzenbergiella  Lindholm, 1924
  - Geslacht Euphaedusa  O. Boettger, 1877
  - Geslacht Fuchsiana  Gredler, 1887
  - Geslacht Hemiphaedusa  O. Boettger, 1877
  - Geslacht Juttingia  Loosjes, 1965
  - Geslacht Liparophaedusa  Lindholm, 1924
  - Geslacht Loosjesia  H. Nordsieck, 2002
  - Geslacht Macrophaedusa  Möllendorff, 1883
  - Geslacht Macrophaedusella  H. Nordsieck, 2001
  - Geslacht Megalophaedusa  O. Boettger, 1877
  - Geslacht Messageriella  Páll-Gergely & Szekeres, 2017
  - Geslacht Miraphaedusa  H. Nordsieck, 2005
  - Geslacht Musaphaedusa  H. Nordsieck, 2018
  - Geslacht Nannophaedusa  H. Nordsieck, 2012
  - Geslacht Notoptychia  Ehrmann, 1927
  - Geslacht Oospira  W. T. Blanford, 1872
  - Geslacht Papilliphaedusa  H. Nordsieck, 2003
  - Geslacht Paraphaedusa  O. Boettger, 1899
  - Geslacht Phaedusa  H. Adams & A. Adams, 1855
  - Geslacht Reinia  Kobelt, 1876
  - Geslacht Serriphaedusa  H. Nordsieck, 2001
  - Geslacht Sinigena  Lindholm, 1925
  - Geslacht Solitariphaedusa  Motochin & Ueshima, 2017
  - Geslacht Stereophaedusa  O. Boettger, 1877
  - Geslacht Streptodera  Lindholm, 1925
  - Geslacht Tauphaedusa  H. Nordsieck, 2003
  - Geslacht Tosaphaedusa  Ehrmann, 1929
  - Geslacht Zaptyx  Pilsbry, 1900
- Tribus Serrulellini H. Nordsieck, 2007 †
  - Geslacht Serrulastra  H. Nordsieck, 1981 †
  - Geslacht Serrulella  H. Nordsieck, 1978 †
- Tribus Serrulinini Ehrmann, 1927
  - Geslacht Caspiophaedusa  Lindholm, 1924
  - Geslacht Cotyorica  Grego & Szekeres, 2017
  - Geslacht Dobatia  H. Nordsieck, 1973
  - Geslacht Graecophaedusa  Rähle, 1982
  - Geslacht Laeviphaedusa  I. M. Likharev & Steklov, 1965
  - Geslacht Microphaedusa  H. Nordsieck, 1978
  - Geslacht Nothoserrulina  Németh & Szekeres, 1995
  - Geslacht Pamphylica  Németh & Szekeres, 1995
  - Geslacht Pontophaedusa  Lindholm, 1924
  - Geslacht Pontophaedusella  H. Nordsieck, 1994
  - Geslacht Pravispira  Lindholm, 1924
  - Geslacht Sciocochlea  C.R. Boettger, 1935
  - Geslacht Serrulina  Mousson, 1873
  - Geslacht Truncatophaedusa  Majoros, Németh & Szili-Kovács, 1994
  - Geslacht Tsoukatosia  E. Gittenberger, 2000
- Tribus Synprosphymini H. Nordsieck, 2007
  - Geslacht Excussispira  Lindholm, 1925
  - Geslacht Synprosphyma  A.J. Wagner, 1920